# Eşref Armağan
Eşref Armağan (* 1953 in Istanbul) ist ein türkischer Maler. Er gilt als wissenschaftliches Phänomen und wichtige Figur in der modernen Geschichte der Malerei. 
Der Künstler, der zusammen mit einem Bruder in kleinbürgerlichen Verhältnissen aufwuchs, ist von Geburt an blind, malt Objekte und Lebewesen aber wie ein Sehender. Bereits im Alter von sechs Jahren fertigte er die ersten Zeichnungen mit Bleistift an und ritzte mit Nägeln Figuren in Karton. Sein Vater, der die Begabung seines Sohnes früh erkannte, kaufte ihm Spielzeugminiaturen von Menschen, Fahrzeugen und Häusern, die Eşref Armağan ertastete und anschließend zeichnete. Diese Technik des Tastens wendet er noch heute an.
Mit 18 Jahren erlernte er die Kunst des perspektivischen Malens und verwendete erstmals Schatten in seinen Bildern. Er begann, mit den Fingern zu malen – zuerst auf Papier, dann mit Ölfarbe auf Segeltuch und später, im Alter von 42 Jahren, auch in Aquarell. Zu der Zeit war er bereits international bekannt und Kunstliebhaber auf der ganzen Welt interessierten sich für seine Bilder. Stellte er seine Werke anfangs lediglich in Veranstaltungszentren von Blindenvereinigungen aus, wurden sie mittlerweile in mehr als 20 Ausstellungen in der Türkei und im Ausland gezeigt.
Im Jahre 2004 untersuchte ihn der kanadische Psychologe John Kennedy von der University of Toronto. Auch der Neurologe Alvaro Pascual-Leone von der Harvard Medical School lud ihn zu einer Untersuchung ein. Die Wissenschaftler beobachteten mit bildgebenden Verfahren seine Gehirnaktivitäten – man stellte fest, dass diese denen eines normalsichtigen Menschen entsprechen.
Eşref Armağan ist mit Nilifat Armağan verheiratet und lebt in seiner Geburtsstadt.